# 대한민국 형사소송법 제156조
대한민국 형사소송법 제156조는 증인의 선서에 대한 형사소송법의 조문이다.

## 조문
제156조(증인의 선서) 증인에게는 신문 전에 선서하게 하여야 한다. 단, 법률에 다른 규정이 있는 경우에는 예외로 한다.

第156條(證人의 宣誓) 證人에게는 訊問 前에 宣誓하게 하여야 한다. 但, 法律에 다른 規定이 있는 境遇에는 例外로 한다.

## 참고 문헌
- 손동권 신이철, 새로운 형사소송법(초판, 2013), 세창, 2013. ISBN 9788984114081

## 같이 보기
- 증인